# Pepi I.
Pepi I. Merire je bil tretji faraon iz Šeste egipčanske dinastije, ki je vladal od 2332 pr. n. št. do 2287 pr. n. št. Njegovo prestolno ime je bilo Neferdžahor, vendar ga je kasneje spremenil v Merire, kar pomeni Rajev ljubljenec.

## Družina
Pepi I. je bil sin faraona Tetija in kraljice Iput, ki je bila morda hčerka faraona Unasa, zadnjega iz Pete dinastije. Njegovi najpomembnejši ženi sta bili Ankesenpepi I. in Ankesenpepi II., materi njegovih naslednikov Merenreja in Pepija II.  Druge znane žene so bile Meritites IV., Nubvenet in Inenek-Inti, pokopane v piramidi ob Pepijevi piramidi, Mehaa, omenjena v grobnici njenega sina Hornečerketa, in kraljica Nedžeftet, omenjena na fragmentih reliefa. Pepi I. je imel razen že omenjenih sinov še sina Teti-anka in hčerki  Iput II. in Neit. Obe sta postali ženi Pepija II.

## Vladanje
Za Pepijevo vladavino je značilna  agresivna širitev egipčanskega  ozemlja v Nubijo, širitev  trgovanja do obal sedanjega Libanona in Somalije  in naraščanje moči plemstva. V Aziji se je v njegovem imenu vojskoval dvorni uradnik Veni. Pepijev pokopališki kompleks Mennefer Pepi je v obdobju  Osemnajste dinastije  dal ime celemu mestu Memfisu. Med njegovo vladavino je začela moč Starega kraljestva pojemati, moč in vpliv regionalnih guvernerjev (nomarhov)  pa sta postajala sta postajala vse močnejša.
Pepi I. je bil poročen s sestrama Ankesenpepi I. in Ankesenpepi II., hčerkama abidoškega plemiča Kuija in njegove žene Nebet, katerega je Pepi imenoval za vezirja Gornjega Egipta. Kasneje je za vezirja imenoval tudi njegovega brata Džaua. Obe sestri st bili zelo vplivni in imeli sinova, ki sta kasneje postala faraona.

### Dolžina vladanja
Analiza poškodovanega Kamna iz južne Sakare, letopisa Šeste dinastije, je pokazala, da je vladal 48–49 let. Torinski seznam kraljev tega podatka ne potrjuje in mu pripisuje 44 let vladanja. Razhajanje je sprožilo več sporov v zvezi z datiranjem po štetjih živine, ki naj bi bila natančno vsaki dve leti. 
Slavni skalni napis iz Vadi Hamamata (št. 74–75) omenja, da je bil Pepijev prvi Sed festival po 18 štetjih živine na 27. dan 3. meseca šemuja, sinajski grafit št. 106 pa omenja 5. dan 4. meseca šemuja leto po 18. štetju  živine. Če so bila štetja vsaki dve leti, bi omenjeno štetje potekalo v 36. letu Pepijevega vladanja. Ker so se Sed festivali vedno prirejali v 30. letu faraonovega vladanja, bi to moralo biti po 15. štetju živine. Iz razhajanja je moč sklepati, da so bila štetja včasih tudi vsako leto.
Spori so postali manj pomembni, ko so na Hatnubovem napisu št. 3 odkrili najvišji dokumentirani datum iz Pepijeve vladavine – (izbrisan) dan 1. meseca aketa (poplav) po 25. štetju živine. To pomeni, da je Pepi I. vladal celih 49 let. 
Artefakti s Pepijevim imenom, odkriti v ruševinah templja v Ebli, Sirija, ki je bil porušen v 23. stoletju pr. n. št., so eni od redkih primarnih virov, ki omogočajo sinhronizacijo datumov v celem Egipčanskem kraljestvu. Dokazi niso tako trdni, kot bi želeli, ker so bili ob njih najdeni tudi artefakti zgodnejših faraonov in bi lahko prišli v Eblo tudi več stoletij po njihovi smrti.

## Spomeniki
V Hierakonpolisu so v podzemnih skladiščih templja odkrili bakrena kipca Pepija I. in njegovega sin Merenreja, ki teptata devet lokov, ki simbolizirajo sovražnike Egipta. Ob njima sta bila tudi kipa faraona Kasekemvija iz Druge dinastije in levjega mladiča iz terakote iz tinitskega obdobja. Kipi so bili razbiti, zloženi drug v drugega in zaprti s tanko bakreno pločevino z vgraviranim napisom »na prvi dan jubileja«, se pravi Sed festivala.
Pepi I. je na veliko gradil v Gornjem Egiptu, predvsem v Denderi, Abidosu, Elefantini in Hierakonpolisu. Veni starejši, eden od visokih dvornih uradnikov, je v Pepijevem  imenu zgradil velik plovni kanal ob prvem Nilovem kataraktu. V Abidosu je Pepi I. zgradil v skalo vsekano kapelo, posvečeno lokalnemu bogu Kenti-Amentiju.
- Kip klečečega Pepija I., Brooklynski muzej
- Darilna posoda Pepija I., ki se je zelo verjetno uporabljala na njegovem Sed festivalu
- Posodica za kozmetiko, na kateri je omenjeno praznovanje prvega Pepijevega Sed festivala, Muzej Louvre; napis se bere: Kralj Gornjega in Spodnjega Egipta Merire, naj mu bo dano večno življenje. Prvi Sed festival.[12]
- Manjši bakren kip Merenreja ali Pepija I.